# نانا بوكو
نانا بوكو (بالإنجليزية: Nana Poku)‏ (ولد 1 سبتمبر 1992) هو مهاجم كرة قدم غاني .
لعب في صفوف نادي بيريكوم أرسنال الغاني وحاز على لقب هداف الدوري الغاني موسم 2010–2011 برصيد 16 هدف. ثم لعب لموسمين في إسرائيل.
انتقل لنادي اتحاد الشرطة في يوليو 2014، وأنهى موسم 2014–15 هدافًا لفريقه في الدوري برصيد 11 هدف. ونتيجه لتألقه انتقل إلى نادي مصر للمقاصة في أغسطس 2015 مقابل 200 ألف دولار، بعقد يمتد لثلاثة سنوات. وهناك استمرت مسيرته الناجحة، إذ أحرز 14 هدف في الدوري في موسمه الأول مع المقاصة جعلته يحتل المركز الثاني في قائمة هدافي الموسم بالتساوي مع مروان محسن مهاجم الإسماعيلي وخلف حسام باولو مهاجم سموحة وهداف الدوري.
انتقل في ديسمبر 2016 لنادي الشباب الإماراتي مُعارًا من مصر للمقاصة مقابل 500 ألف دولار لمدة 6 أشهر، مع إمكانية ضمه بصفة نهائية مقابل مليون دولار. وقبل ان ينتقل احرز مع المقاصة 9 اهداف هذا الموسم

## روابط خارجية
- نانا بوكو على موقع قاعدة بيانات كرة القدم.إي يو (الإنجليزية)
- نانا بوكو على موقع Soccerway.com (الإنجليزية)